# Патрик Хауздинг
Патрик Хауздинг (Берлин, 9. март 1989) елитни је немачки скакач у воду. Његова специјалност су скокови са даске са висина од 3 метра, али и са торња, како у појединачној тако и у конкуренцији синхронизованих парова. Вишеструки је европски првак, а такође и освајач златне медаље са Светског првенства 2013. у Барселони у синхронизованим скоковима са торња (у пару са Сашом Клајном).
На Летњим олимпијским играма 2008. у Пекингу освојио је сребрну медаљу у синхронизованим скоковима са торња у пару са Сашом Клајном, док је на Играма 2016. у Рио де Жанеиру освојио бронзану медаљу у појединачним скоковима са даске.
Године 2010. проглашен је за најбољег скакача у воду по избору Светске федерације водених спортова.
На светском првенству 2017. у Будимпешти освојио је две меаље, сребро у појединачним скоковима са даске 3м и бронзу у синхронизованим скоковима са торња у пару са Сашом Клајном.